# اهتزاز هوبف

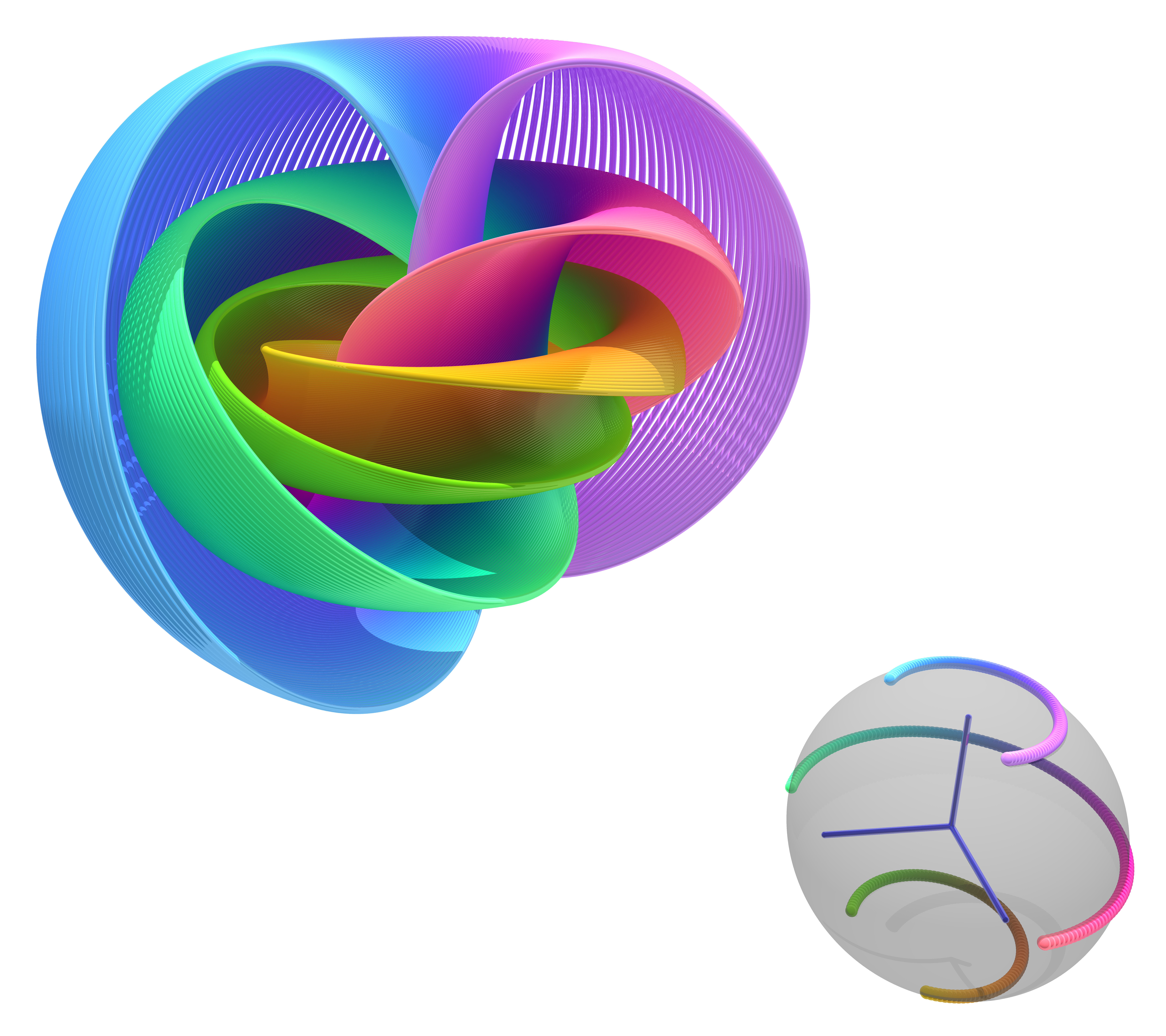
تصور اهتزاز هوبف

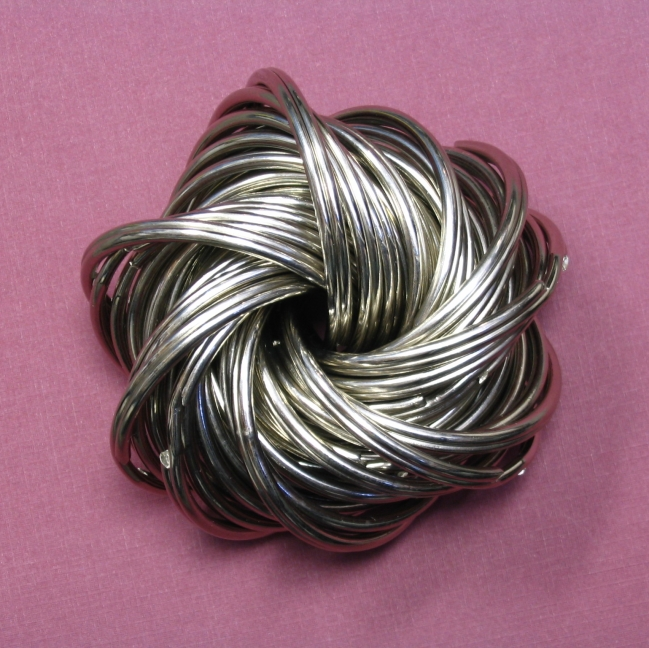
مثال على اهتزاز هوبف

اهتزاز هوبف في المجال الرياضي للطوبولوجيا التفاضلية، يصف اهتزاز هوبف (المعروف أيضًا بعدة أسماء وهي حزمة هوبف أو خريطة هوبف) كرة ثلاثية (كرة زائدة في فضاء رباعي الأبعاد) من حيث الدوائر والمجال العادي.

## نبذة
اكتشف هاينز هوبف اهتزاز هوبف في عام 1931، وهو مثال مبكر مؤثر لحزمة الألياف. من الناحية الفنية، وجد هوبف دالة متصلة بأطراف متعددة من 3 كرات إلى كرتان بحيث يتم تعيين كل نقطة مميزة في الكرتان من دائرة كبيرة مميزة من الكرة الثالثة (هوبف 1931). بالتالي تتكون الكرة الثلاثية من ألياف، حيث تكون كل ليفة عبارة عن دائرة واحدة لكل نقطة من الكرة المكونة من الثانية.

## المعادلة
{\displaystyle S^{1}\hookrightarrow S^{3}\xrightarrow {\ p\,} S^{2}}

## روابط خارجية
- Dimensions Math Chapters 7 and 8 illustrate the Hopf fibration with animated computer graphics.
- An Elementary Introduction to the Hopf Fibration by David W. Lyons (صيغة المستندات المنقولة)
- YouTube animation showing dynamic mapping of points on the 2-sphere to circles in the 3-sphere, by Professor Niles Johnson.
- YouTube animation of the construction of the 120-cell By Gian Marco Todesco shows the Hopf fibration of the 120-cell.
- Video of one 30-cell ring of the 600-cell from http://page.math.tu-berlin.de/~gunn/.
- Interactive visualization of the mapping of points on the 2-sphere to circles in the 3-sphere